# Bindusára
Bindusára byl v pořadí druhý panovník Maurjovské říše. Jeho otcem byl Čandragupta Maurja, zakladatel dynastie Maurjů a jeho předchůdce na postu krále. Bindusára po svém otci zdědil rozsáhlou říši, kterou sám dále rozšířil na jih do oblasti dekánské plošiny, a jež dosáhla svého největšího územního rozmachu za jeho nástupce, krále Ašóky.